# Adrien de Luillier-Rouvenac
Pour les articles homonymes, voir Luillier et Rouvenac.
Adrien de Luillier-Rouvenac est un homme politique français né le 10 février 1729 à Rouvenac (Aude) et mort à une date inconnue.

## Biographie
Propriétaire, Adrien de Luillier-Rouvenac est député de la noblesse aux États généraux de 1789 pour la sénéchaussée de Limoux. Il siège à droite et demande le maintien du vote par ordre.

## Sources
- Ressource relative à la vie publique :   - Base Sycomore
- « Adrien de Luillier-Rouvenac », dans Adolphe Robert et Gaston Cougny, Dictionnaire des parlementaires français, Edgar Bourloton, 1889-1891 [détail de l’édition].